# 金馬刺教宗騎士團勳章

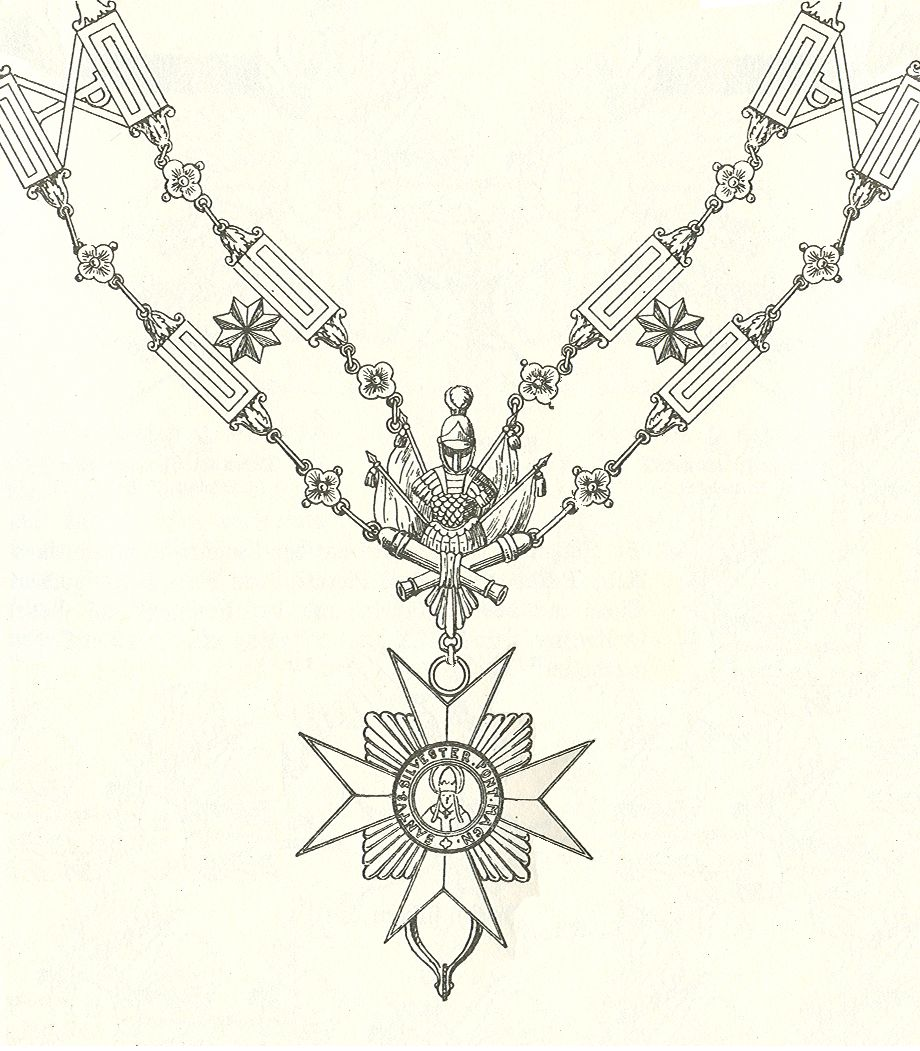
1905年的聖思維及金色民兵教宗騎士團勳章領環

金馬刺教宗騎士團勳章（英語：The Order of the Golden Spur/Order of the Golden Militia）是為了表揚對天主教會有傑出貢獻和服務的人士而設立的教宗騎士團勳章。19世紀開始，騎士團開始沒落。終至2019年最後一位騎士團成員，前盧森堡大公若望去世後，騎士團再無在世成員。

## 歷史

### 19世紀前

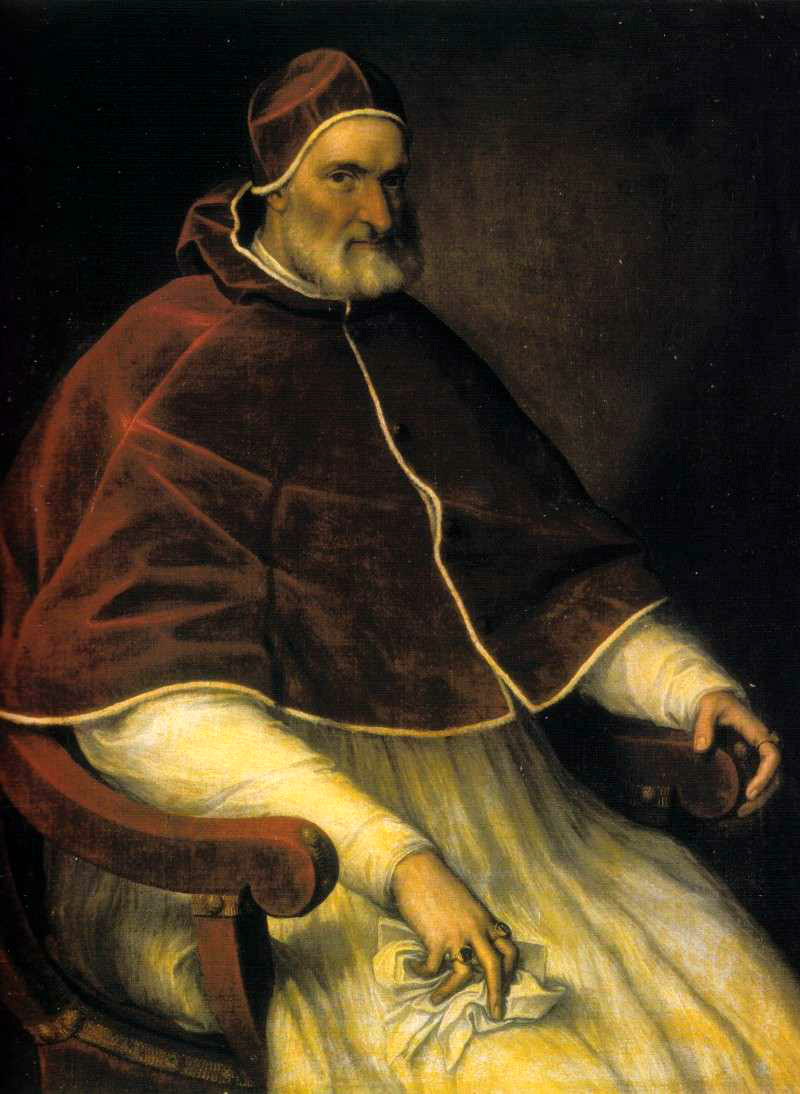
1559年至1565年出任教宗的庇護四世為首位頒發勳章的教宗

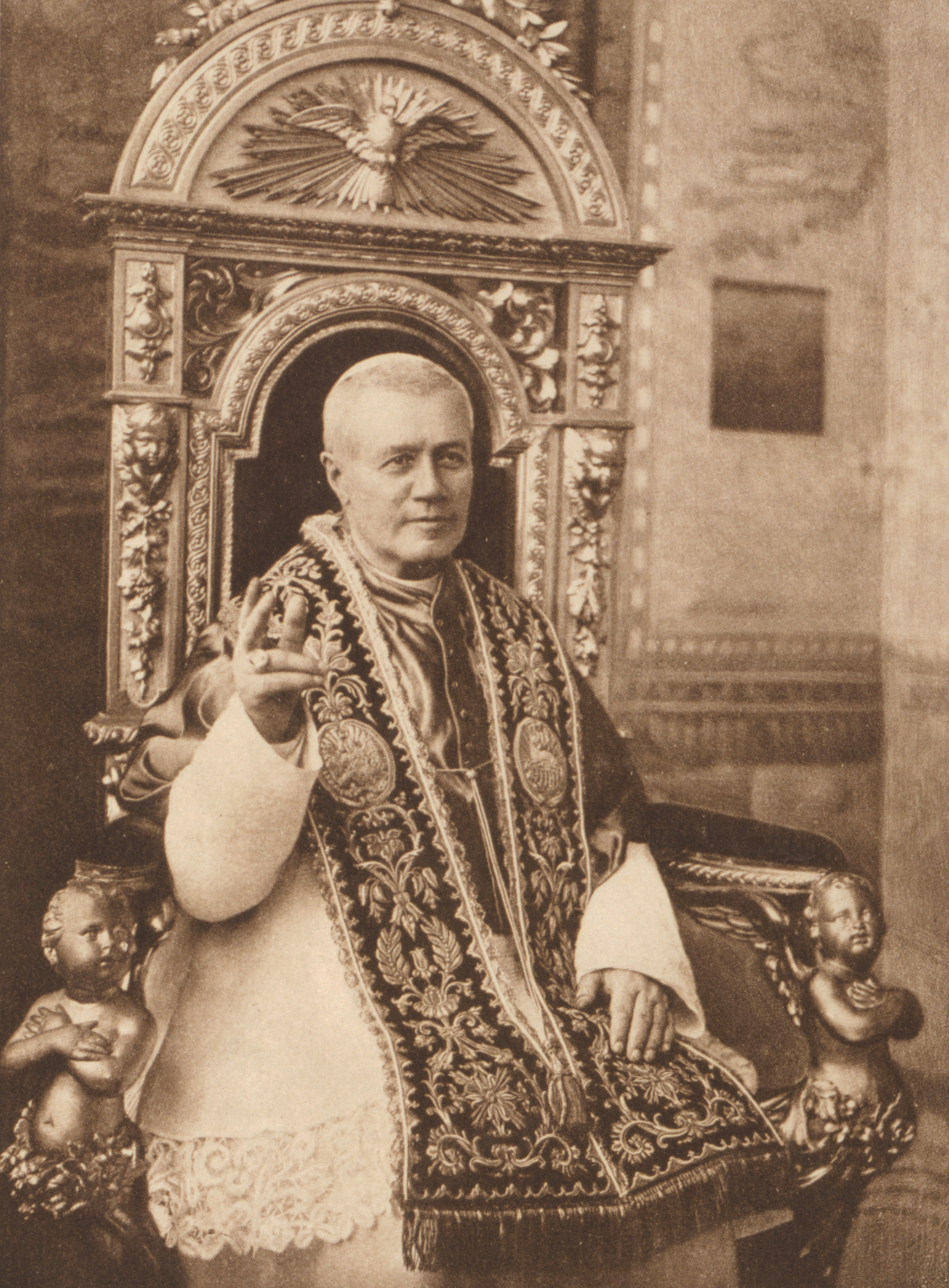
教宗庇護十世於1905年取消騎士指揮官等級

騎士團被認為是最早的教宗騎士團。金馬刺教宗騎士團勳章原稱「拉特朗宮皇室伯爵」（英語：Count palatine of the Lateran Palace）。這個名銜由神聖羅馬帝國皇帝查理四世在1357年8月15日於布拉格創立。中世紀期間，騎士團由無繼承權的皇室伯爵組成。1469年，神聖羅馬帝國皇帝查理五世向佩魯賈大學民事法教授巴爾多·巴托利尼（英語：Baldo Bartolini）授予「拉特朗宮皇室伯爵」的名銜。歷史學家保羅·F·格倫德勒（英語：Paul F. Grendler）指出「巴托利尼獲授予金馬刺騎士團勳章，而這個勳章有時會授予中世紀的皇室伯爵。」1527年羅馬之劫後，金馬刺騎士團勳章廣泛授予皇室伯爵，而流傳至今的證書中證明獲授勳者會擁有有繼承權的貴族身份。在這堆獲授勳者中，提齊安諾·維伽略就因為為查理五世繪畫其騎馬的肖像而於1533年獲授勳。查理五世於1558年去世後，教宗庇護四世於1559年起繼續授予，庇護四世去世後繼續由教宗授予至今。當時獲授勳的騎士會獲教宗授予勳章、懸掛勳章的頸帶、一條金質皮帶、一把有金色柄的劍及一對金馬刺。

### 19世紀
19世紀，羅馬教廷成員、高級教士（如樞機）和教廷大使有權提名騎士團成員。當一個人支付了一筆小額費用後，他就會獲得該勳章。在巴黎更傳出醜聞，有人向其他人出售偽造的證書，聲稱購買這些證書就能獲得騎士團團員的名銜。
1803年，教宗庇護七世為教宗騎士團設計制服。12年後，只有這個騎士團可以稱為「金馬刺教宗騎士團」。
據托馬斯·羅布森（英語：Thomas Robson）於1830年的描述，勳章是一個八角黃金十字架，十字架臂與十字架臂之間有一個射線點，中央部份有題字「BENE MER•ENTI」。勳章背部則寫有「Ex dono」、獲授勳者的名字及授勳日期。十字架上方則有一個皇冠裝飾，下方則有一個小馬刺裝飾。
1841年，教宗額我略十六世發出教宗命令《Quod Hominum Mentes》，將教宗騎士團重新命名為「聖思維及金民兵教宗騎士團」（英語：Order of Saint Sylvester and Golden Militia），並規定最多有150名騎士指揮官及300名騎士。更名後的教宗騎士團勳章為一個八角白色十字架，中央有聖思維的肖像，肖像外圍則由寫有「S. SYLVESTER P.M.」金色字的銅環包圍。勳章背面則刻有「MDCCCXLI GREGORIUS XVI REST ITUIT」，原本已有的紅色絲帶亦加上兩條黑色橫線。

### 20世紀
1905年，為慶祝教宗無謬誤論及聖母無染原罪論發表50周年，教宗庇護十世發出自動手諭《Multum ad excitandos》，將「聖思維及金色民兵教宗騎士團勳章」分拆為「金馬刺教宗騎士團勳章」和「聖思維教宗騎士團勳章」兩個教宗騎士團。聖思維教宗騎士團勳章被排為第五級的教宗騎士團，而金馬刺教宗騎士團勳章被排為第二級，僅次於基督最高教宗騎士團勳章。聖母瑪利亞為金馬刺教宗騎士團的主保聖人。由這個時候至今，金馬刺教宗騎士團只有騎士一個等級，而騎士的數目則限制100位以內。勳章亦變成一個獎勵，教宗並不考慮獲授勳者是否貴族及不再向獲授勳者授予貴族的名銜。

## 標誌和衣飾

### 標誌
勳章是一個金色搪瓷馬耳他十字，兩個處於上下相反方向的「V」字，兩個「V」字上方有一個皇冠。皇冠和兩個「V」字由一個金色圓圈包圍，金色圓圈外由銀色小球包圍，銀色小球外被一個金色圓圈包圍。標誌下方則有一個小馬刺裝飾。獲勳者可以在其紋章上加入圍繞其紋章盾的領環圖案。

### 佩星
獲勳的騎士可於自己的左胸佩帶佩星，佩星為一個角與角之間有數條射線的八角形銀色佩星，中央處有一個標誌。

### 禮服
獲授勳者會獲發一件有繡花的紅色外衣，一條黑色長褲，長褲側會有銀色條紋。同時他們會有一頂有黑色羽毛的雙角帽和一把劍。現時的劍柄為金色和奶白色，並有一個勳章標誌。

## 獲授勳的著名人士
- 西班牙士兵迭戈加西亞·帕雷德斯（英语：Diego García de Paredes）[9]
- 意大利畫家拉斐爾[10]
- 朱利葉斯·凱撒·斯卡利格（英语：Julius Caesar Scaliger）[11]
- 巴托洛梅奧·班迪內利（英语：Bartolommeo Bandinelli）[12]
- 意大利畫家喬爾喬·瓦薩里[13]
- 奧蘭多·德·拉絮斯[14]
- 音樂家沃爾夫岡·阿瑪迪斯·莫扎特[14][15]
- 伊朗最後一位沙王穆罕默德-禮薩·巴列維[16]
- 盧森堡前大公讓[17] （最後一位團員）

## 資料來源
1. ↑  Paul F. Grendler. . 約翰霍普金斯大學出版社. 2004年: 第184頁  [2017-04-27]. （原始内容存档于2017-06-14） （英语）.
2. ↑  . Holy Roman Empire Association.   [2017-04-27]. （原始内容存档于2016-11-06） （英语）.
3. ↑   Thomas Robson. . Sunderland. 1830年  [2017-04-27]. （原始内容存档于2017-04-02） （英语）.
4. 1 2 3 4 5 6   (PDF). 意大利總統府辦公室.   [2017-04-20]. （原始内容 (PDF)存档于2017-05-16） （英语）.
5. ↑   . : 第254頁 （英语）.
6. ↑   P.M.J.Rock. . 紐約: Robert Appleton Company. 1908年  [2017-04-27]. （原始内容存档于2017-02-03） （英语）.
7. ↑   James-Charles Noonan Jr. . Viking Press. 1996: 第196頁  [2017-04-28]. ISBN 0-670-86745-4 （英语）.
8. ↑  . The Christian Knighthood Information Center.   [2017-04-27]. （原始内容存档于2017-12-28） （英语）.
9. ↑   Baldassare Castiglione. . Courier Corporation. 2003年: 第375頁  [2017-04-28] （英语）.
10. ↑  . Edinburgh. 1836年: 第93頁  [2017-04-28]. （原始内容存档于2017-06-14） （英语）.
11. ↑  John Medler. . 2011-01-13: 第89頁  [2017-04-28]. （原始内容存档于2017-06-14） （英语）.
12. ↑  .   [2017-04-28]. （原始内容存档于2017-06-14） （英语）.
13. ↑   Gaetana Marrone, Paolo Puppa. . Routledge. 2006-12-26: 第1955頁  [2017-04-28] （英语）.
14. 1 2  Stanley Sadie. . OUP Oxford. 2006-01-19: 第199頁  [2017-04-28]. （原始内容存档于2017-06-14） （英语）.
15. ↑  . Getty Images.   [2017-04-28]. （原始内容存档于2017-12-23） （英语）.
16. ↑  .   [2017-04-28]. （原始内容存档于2017-02-02） （英语）.
17. ↑  . Luxarazzi. 2013-03-13  [2017-04-27]. （原始内容存档于2017-06-14） （英语）.